# Michał Heydenreich

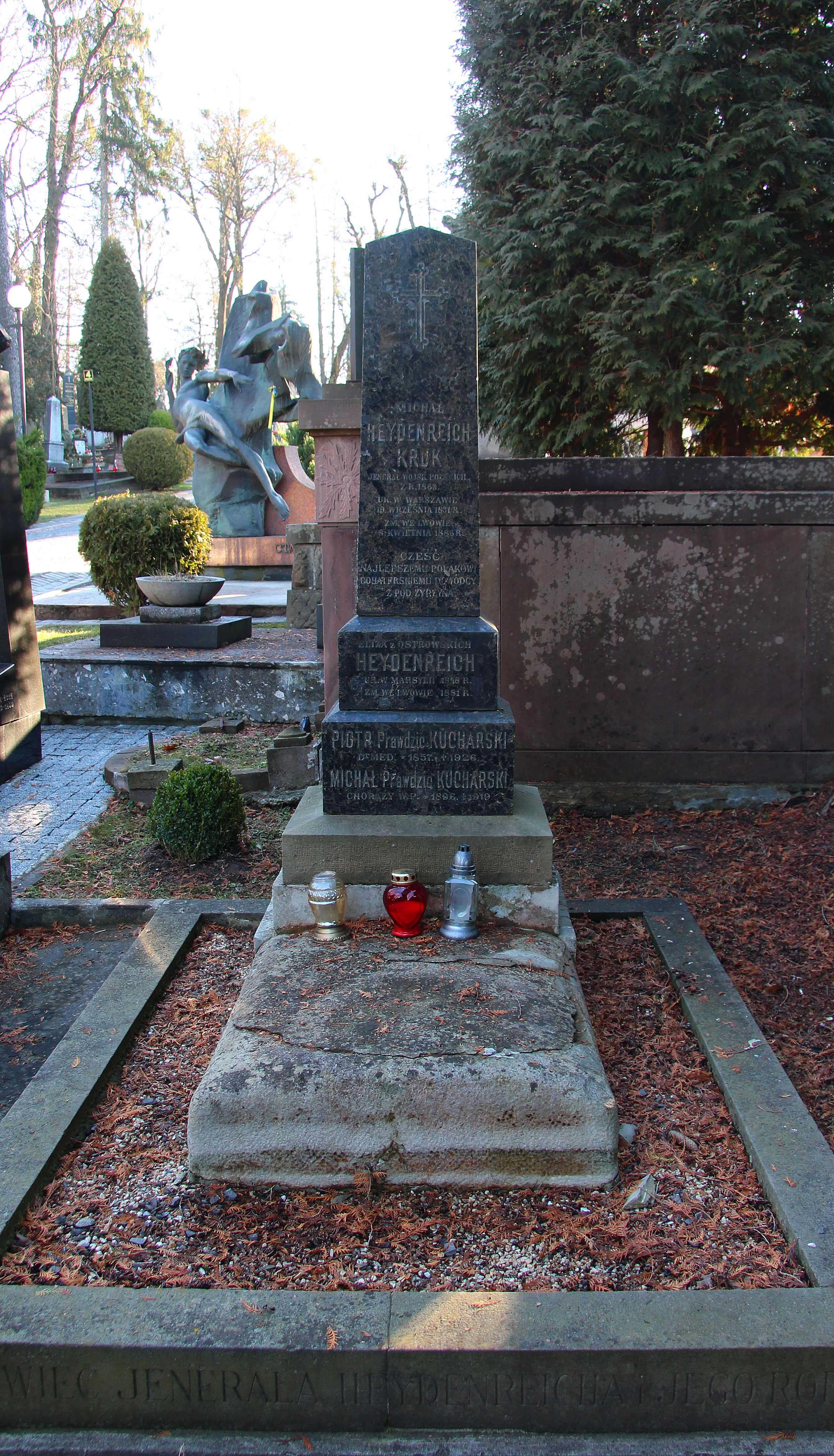
Nagrobek Michała Heydenreicha

Michał Jan Heydenreich (Heidenreich) ps. „Kruk” (ur. 19 września 1831 w Warszawie, zm. 9 kwietnia 1886 we Lwowie) – powstańczy generał w powstaniu styczniowym, podpułkownik armii carskiej.

## Życiorys
Pochodził z Warszawy, był synem spolonizowanego Niemca i Francuzki. Ukończył Nikołajewską Akademię Sztabu Generalnego w Sankt Petersburgu. W 1862 jako podpułkownik przeszedł do sztabu 2 Dywizji Kawalerii, stacjonującej w tzw. Kongresówce.
Członek konspiracyjnego Koła Oficerów Polskich założonego przez Zygmunta Sierakowskiego w Sankt Petersburgu. Wszedł w skład Wydziału Wojny Komitetu Centralnego Narodowego.
Po wybuchu powstania, latem 1863 roku został mianowany naczelnikiem wojennym województw podlaskiego i lubelskiego. Podporządkował sobie mniejsze partie powstańcze. Jego oddział po przegraniu 24 lipca bitwy pod Kaniwolą, odniósł zwycięstwo w drugiej bitwie pod Chruśliną (4 sierpnia), 8 sierpnia rozbił w bitwie pod Żyrzynem rosyjski konwój poczty pieniężnej osłaniany przez 550 żołnierzy i 2 działa. Wziął licznych jeńców, zdobył przesyłkę pieniężną w wysokości 200 000 rubli (140 000). Było to największe zwycięstwo Polaków w tym powstaniu. Rząd Narodowy rozkazem dziennym nr 11 z 22 sierpnia 1863 mianował podpułkownika Heidenreicha generałem. 24 sierpnia poniósł klęskę w bitwie pod Fajsławicami. Po niepowodzeniach wycofał się do Galicji. Stanął na czele zgrupowania, które miało przebić się z Galicji, od strony Wołynia w lubelskie. Jednak już 1 listopada, wobec rozproszenia jego oddziałów pod Poryckiem, zaniechał przeprowadzenia tej operacji. Sam ze sztabem i małą eskortą Krakusów udał się w lubelskie. Tam zebrał rozproszone siły, które jednak 25 grudnia poniosły klęskę w bitwie pod Kockiem.
W trakcie reorganizacji wojska powstańczego przez Romualda Traugutta był przewidziany na dowódcę I korpusu, jednak wobec upadku powstania nie objął funkcji i wyjechał do Francji, a potem do Wielkiej Brytanii. Wziął udział w wojnie francusko-pruskiej 1870–1871. W 1872 został zainicjowany w paryskiej loży masońskiej. Wkrótce osiadł we Lwowie, gdzie prowadził warsztat rzemieślniczy. Tam też zmarł. Został pochowany na Cmentarzu Łyczakowskim.
Zmarli powstańcy 1863 roku zostali odznaczeni przez prezydenta RP Ignacego Mościckiego 21 stycznia 1933 roku Krzyżem Niepodległości z Mieczami.